# Korfbal 1977-1978
Korfbalseizoen 1977-1978 is het achtste seizoen van de gezamenlijke korfbalbond KNKV. In dit seizoen telt de veldcompetitie een Hoofdklasse waarbij elk team 18 wedstrijden speelt en in de zaalcompetitie zijn twee Hoofdklassen waarbij elk team 14 wedstrijden speelt.

## Veldcompetitie KNKV
In seizoen 1977-1978 was de hoogste Nederlandse veldkorfbalcompetitie in de KNKV de Hoofdklasse; 1 poule met 10 teams. Het kampioenschap is voor het team dat na 18 competitiewedstrijden de meeste wedstrijdpunten heeft verzameld. Een play-off systeem was niet van toepassing. Enkel bij een gedeelde 1e plaats zou er een beslissingswedstrijd gespeeld moeten worden. De onderste twee ploegen degraderen.
Hoofdklasse Veld
| pos | club           | gs | w  | g | v  | pnt | dv  | dt  | dt  |
| --- | -------------- | -- | -- | - | -- | --- | --- | --- | --- |
| 1.  | LUTO           | 18 | 12 | 3 | 3  | 27  | 163 | 135 | +28 |
| 2.  | PKC            | 18 | 9  | 4 | 5  | 22  | 184 | 158 | +26 |
| 3.  | Allen Weerbaar | 18 | 10 | 1 | 7  | 21  | 165 | 152 | +13 |
| 4.  | AKC Blauw-Wit  | 18 | 9  | 2 | 7  | 20  | 156 | 132 | +24 |
| 5.  | Archipel       | 18 | 7  | 4 | 7  | 18  | 133 | 140 | -7  |
| 6.  | Ons Eibernest  | 18 | 5  | 7 | 6  | 17  | 161 | 162 | -1  |
| 7.  | Rapiditas      | 18 | 6  | 5 | 7  | 17  | 151 | 161 | -10 |
| 8.  | Deetos         | 18 | 7  | 3 | 8  | 17  | 138 | 156 | -18 |
| 9.  | Deto           | 18 | 6  | 4 | 8  | 14  | 146 | 154 | -8  |
| 10. | Die Haghe      | 18 | 1  | 3 | 14 | 5   | 126 | 173 | -47 |

| Veldkampioen van Nederland KNKV 1978 |
| ------------------------------------ |
| LUTO                                 |

## Zaalcompetitie KNKV
In seizoen 1977-1978 was de hoogste Nederlandse zaalkorfbalcompetitie in de KNKV de Hoofdklasse; twee poules met elk acht teams. Het kampioenschap is voor de winnaar van de kampioenswedstrijd, waarin de kampioen van de Hoofdklasse A tegen de kampioen van de Hoofdklasse B speelt.
 Hoofdklasse A
| pos | club          | gs | w  | g | v  | pnt | dv  | dt  | dt  |
| --- | ------------- | -- | -- | - | -- | --- | --- | --- | --- |
| 1.  | LUTO          | 14 | 10 | 2 | 2  | 22  | 151 | 126 | +35 |
| 2.  | PKC           | 14 | 9  | 1 | 4  | 19  | 163 | 139 | +24 |
| 3.  | Ons Eibernest | 14 | 8  | 0 | 6  | 16  | 145 | 130 | +15 |
| 4.  | Deto          | 14 | 7  | 1 | 6  | 15  | 146 | 136 | +10 |
| 5.  | Wordt Kwiek   | 14 | 6  | 3 | 5  | 15  | 159 | 153 | +6  |
| 6.  | HKV           | 14 | 4  | 2 | 8  | 10  | 139 | 149 | -10 |
| 7.  | Trekvogels    | 14 | 4  | 0 | 10 | 8   | 144 | 170 | -26 |
| 8.  | ROHDA         | 14 | 2  | 3 | 9  | 7   | 107 | 151 | -44 |

Hoofdklasse B
| pos | club           | gs | w  | g | v  | pnt | dv  | dt  | dt  |
| --- | -------------- | -- | -- | - | -- | --- | --- | --- | --- |
| 1.  | AKC Blauw-Wit  | 14 | 11 | 1 | 2  | 23  | 161 | 117 | +44 |
| 2.  | Allen Weerbaar | 14 | 10 | 1 | 3  | 21  | 167 | 136 | +31 |
| 3.  | Deetos         | 14 | 8  | 2 | 4  | 18  | 144 | 117 | +27 |
| 4.  | DOS'46         | 14 | 5  | 2 | 7  | 12  | 167 | 158 | +9  |
| 5.  | Fortuna        | 14 | 6  | 0 | 8  | 12  | 124 | 141 | -17 |
| 6.  | Archipel       | 14 | 4  | 2 | 8  | 10  | 115 | 136 | -21 |
| 7.  | DKOD           | 14 | 3  | 2 | 9  | 8   | 143 | 181 | -38 |
| 8.  | Die Haghe      | 14 | 4  | 0 | 10 | 8   | 130 | 165 | -35 |

De finale werd gespeeld op zaterdag 11 maart 1978 in de sporthal Thialf in Heerenveen. Voor het tweede jaar op rij werd de zaalfinale een Amsterdamse aangelegenheid.
| Hoofdklasse Finale |               |    |
|                    |               |    |
| A1                 | LUTO          | 8  |
| B1                 | AKC Blauw-Wit | 10 |

| Zaalkampioen van Nederland KNKV 1978 |
| ------------------------------------ |
| AKC Blauw-Wit                        |